# Палмьери, Чарли
Ча́рли Палмье́ри (англ. Charlie Palmieri, настоящее имя — Карлос Мануэль Палмьери (исп. Carlos Manuel Palmieri), известен также под прозвищем «The Giant of the Keyboards» — «Гигант клавиш»; 21 ноября 1927, Нью-Йорк, США — 12 сентября 1988, там же) — американский пианист пуэрто-риканского происхождения, композитор, руководитель сальса-ансамблей и продюсер. Старший брат другой знаменитости сальсы и латиноамериканского джаза — Эдди Палмьери.

## Детские годы
Родители Палмьери, жившие в городе Понсе, Пуэрто-Рико, переехали в Нью-Йорк в 1926 году и поселились в так называемом Испанском Гарлеме, латиноамериканском гетто на острове Манхэттен, где через год и родился Чарли.
Интерес Чарли к музыке проявился с раннего возраста: он начал учиться играть на фортепиано самостоятельно, по слуху, ещё до поступления в начальную школу. Школьные годы Чарли начались в одной из городских общеобразовательных школ. Однако когда мальчику было 7 лет, отец записал его в Джульярдскую школу — одно из лучших мировых высших учебных заведений в области музыки — по классу фортепиано. Когда Чарли исполнилось 14 лет, он, вместе со своим 5-летним братом Эдди, стал участвовать в музыкальных конкурсах; вместе они выиграли много призов. Это случилось в то же время, когда крёстный познакомил Чарли с музыкой, исполняемой латиноамериканскими оркестрами, — впечатление, имевшее решающее значение в выборе Палмьери своего жизненного поприща.
В 1943 году, будучи 16-летним подростком — учеником старших классов школы, Чарли начал профессиональную карьеру пианиста в ансамбле Осарио Селасие (Osario Selasie). В 1946 году Чарли Палмьери окончил школу; игра в музыкальных группах становится его основным занятием. Первой записью с его участием стала песня «Se va la rumba» в составе ансамбля Рафаэля Муньиса (Rafael Muñiz).

## Музыкальная карьера
В октябре 1947 года Тито Пуэнте, музыкальный руководитель ансамбля Фернандо Альвареса (Fernando Alvarez), услышал игру Чарли Палмьери и был настолько впечатлён ею, что пригласил его играть в своём оркестре в клубе «Копакабана» (The Copacabana Club). Это сотрудничество продолжалось до 1953 года; однако и на протяжении 1950-х Чарли Палмьери продолжал выступать в этом клубе с другими группами. Кроме работы в оркестре Тито Пуэнте, он сотрудничал с ансамблем Пупи Кампо (Pupi Campo), а также принимал участие в телевизионном шоу Джека Паара (Jack Paar) на «CBS». В то же время Чарли создал пару собственных групп, с которыми выступал в знаменитом нью-йоркском танцевальном зале «Палладиум» (Palladum Ballroom), снискавшем себе славу «Храма мамбо». Эти группы были недолговечны, а их возникновение было связано с временным отсутствием работы в оркестре Пуэнте. Палмьери подрабатывал и как аккомпаниатор, работая с разными группами.
Несколько лет Палмьери проработал в Чикаго, однако затем возвратился в Нью-Йорк, где в 1958 году собрал новый оркестр под названием «Чаранга „Ла Дубоней“» (Charanga La Duboney). Выступая со своей чарангой в танцевальном зале «Монте-Карло» (Monte Carlo Ballroom), Палмьери услышал игру на флейте молодого музыканта по имени Джонни Пачеко, и пригласил его присоединиться к своему ансамблю. Сотрудничество скрипичного ансамбля Чарли Палмьери и флейтиста Пачеко было настолько удачным, что вызвало в США настоящий бум оркестров-чаранг и исполняемой ими музыки. Лейбл звукозаписи «United Artists Records» подписал контракт с Чарли Палмьери и выпустил несколько записей чаранги «Ла Дубоней», ставших хитами. За этим взлётом, впрочем, вскоре последовал возврат на прежние позиции: сперва группу покинул Джонни Пачеко, а затем лейбл «Юнайтед Артистс Рекордс» аннулировал контракт с Палмьери, поскольку его успех затрагивал интересы другой звезды этой звукозаписывающей компании — Тито Родригеса.
Палмьери перешёл на лейбл «Alegre Records», где, среди прочего, записал две песни собственного сочинения, быстро приобретшие широкую популярность: «Como bailan la pachanga» и «La pachanga se baila así». Работая на лейбле «Alegre Records», Чарли Палмьери организовал группу «Alegre All Stars» — сборную команду звёзд этого лейбла — и стал её музыкальным директором. Именно организация Палмьери группы «Alegre All Stars» послужило стимулом к созданию подобных команд лейблами «Tico Records» и «Fania Records», развитию соревновательности между ними и, в конечном итоге, к новому всплеску интереса к латиноамериканской музыки в США.
Когда бум чаранги стал затихать, Чарли Палмьери переключился на новый модный стиль — бугалу. Он поменял состав своего оркестра, заменив скрипки и флейту тремя трубами и двумя тромбонами, а также избавился от слова «чаранга» в названии своей группы, которая стала называться просто «Ла Дубоней». В 1965 году Чарли Палмьери выпустил новый хит — альбом «Tengo máquina y voy a 60», а в 1967 — «Hay que estar en algo/Either you have it or you don’t». В 1968 году на лейбле «Atlantic Records» Палмьери выпустил диск «Latin bugalu», вышедший не только в США, но и в Великобритании. В 1969 году от огромного объёма работ, принятых на себя, Чарли Палмьери был близок к нервному срыву и был вынужден оставить концертную деятельность.
В 1970-е годы Чарли перешёл на работу к Тито Пуэнте, став музыкальным директором его телевизионного шоу «Мир Тито Пуэнте» (El mundo de Tito Puente). Кроме того, Палмьери нашёл своё второе призвание как историк латиноамериканской музыки и культуры, обучая основам латиноамериканской музыки и читая лекции о латиноамериканской культуре в разнообразных учебных заведениях. В это же время Чарли Палмьери вновь реорганизовал свой ансамбль, сменив привычное фортепиано на электроорган; тогда же были записаны такие хиты как «Дочь Лолы» (La hija de Lola) и «Соседка» (La vecina). В 1971 году Чарли часто участвовал в записях своего младшего брата, Эдди. Кроме того, он играл с такими исполнителями, как:
- Тито Пуэнте;
- Селия Крус;
- Рафаэль Кортихо;
- Херби Манн;
- Исмаэль Ривера;
- Исмаэль Кинтана;
- Монго Сантамария;
- Рэй Барретто и др.

## Последние годы
В 1980 году Чарли Палмьери переехал в Пуэрто-Рико, но часто бывал по делам в Нью-Йорке. Во время одной из таких поездок он перенёс обширный инфаркт и инсульт, однако вскоре оправился от болезни и снова вернулся в музыкальный мир в качестве члена сразу нескольких музыкальных групп. В июне 1988 года состоялась его премьера в Великобритании вместе с Робином Джонсом (Robin «King Salsa» Jones).
Палмьери давал частные уроки фортепиано студентам Шуйлервиллского центра музыки (Schuylerville Music Center) в Бронксе; к этому же времени относятся его съёмки в фильме «Сальса» (1988).
12 сентября 1988 года Чарли Палмьери перенёс второй инфаркт. Вновь это случилось во время посещения им Нью-Йорка, где он, в качестве музыкального директора Секстета Джо Кубы, занимался подготовкой к концерту этого ансамбля. Вечером того же дня Чарли Палмьери скончался в больнице Якоби (Jacobi Hospital) района Бронкс.

## Дискография
- «Tribute to Noro Morales» (1956);
- «Charanga!» (1960);
- «Let’s dance the charanga!» (1960);
- «Pachanga at the Caravana Club» (1961);
- «Salsa na' ma'» (1963);
- «Tengo máquina y voy a 60» (1965);
- «Hay que estar en algo (Either you have it or you don’t!)» (1967);
- «Latin bugalu» (Atlantic Records, 1968);
- «The Giant of the keyboard» (1972);
- «Vuelve el gigante» (1973);
- «Adelante gigante» (1975);
- «Impulsos» (1975);
- «Con salsa y sabor: Charlie Palmieri & Meñique» (1977);
- «Perdido» (1977);
- «A giant step» (1984);
- «Heavyweight» (1995);
- «Echoes of an Era» (1996);
- «Electroduro» (1997);
- «El gigante del Teclado» (1999);
- «Viva Palmieri» (1999);
- «Con Johnny Pacheco y Vitin Aviles» (1999);
- «Salsa y charanga» (2000)[1].